# Hans Stacey
Hans Stacey (ur. 9 marca 1958 w Best) – holenderski kierowca rajdowy, wielokrotny mistrz Holandii w rajdach samochodowych (w 1991 i 1992 za kierownicą Mitsubishi Galant VR 4 oraz Subaru Impreza w 1997 i 2001). W rajdach terenowych (Rajdzie Dakar) uczestniczył od roku 2004 w kategorii ciężarówek jako drugi kierowca ze swoim krewnym Janem de Rooyem. Od 2006 startował jako kierowca w teamie Exact-MAN, a następnie w Iveco. W przeszłości startował również w Rajdowych Mistrzostwach Świata. Nosi pseudonim Racey Stacey. Jest również właścicielem przedsiębiorstwa o nazwie Stacey Olie zajmującego się handlem i transportem produktów ropopochodnych. 

## Osiągnięcia

### Starty w WRC
| Rok  | Team                            | Samochód                 | 1   | 2   | 3   | 4   | 5   | 6   | 7      | 8                | 9   | 10  | 11  | 12  | 13     | 14               | Poz.               | Pkt |
| ---- | ------------------------------- | ------------------------ | --- | --- | --- | --- | --- | --- | ------ | ---------------- | --- | --- | --- | --- | ------ | ---------------- | ------------------ | --- |
| 1995 | Mitsubishi Ralliart Netherlands | Mitsubishi Lancer Evo II | MON | SWE | POR | FRA | NZL | AUS | ESP 15 | GBR Nie ukończył |     |     |     |     |        |                  | Nie sklasyfikowany | 0   |
| 1998 | Hans Stacey                     | Nissan Micra             | MON | SWE | KEN | POR | ESP | FRA | ARG    | GRE              | NZL | FIN | ITA | AUS | GBR 55 |                  | Nie sklasyfikowany | 0   |
| 1999 | Hans Stacey                     | Subaru Impreza WRX       | MON | SWE | KEN | POR | ESP | FRA | ARG    | GRE              | NZL | FIN | CHN | ITA | AUS    | GBR Nie ukończył | Nie sklasyfikowany | 0   |

### Starty w Rajdzie Dakar
| Rok                           | Klasa            | Pojazd           | Poz.             | Liczba wygranych etapów |
| ----------------------------- | ---------------- | ---------------- | ---------------- | ----------------------- |
| 2004                          | Ciężarówki       | DAF              | 9.               | 1                       |
| 2005                          | Ciężarówki       | MAN              | DNF              | 0                       |
| 2006                          | Ciężarówki       | MAN              |                  | 5                       |
| 2007                          | Ciężarówki       | MAN              |                  | 5                       |
| The Central Europe Rally 2008 | Ciężarówki       | MAN              |                  | 6                       |
| 2009                          | Ciężarówki       | MAN              | DNF              | 0                       |
| 2010                          | Nie uczestniczył | Nie uczestniczył | Nie uczestniczył | Nie uczestniczył        |
| 2011                          | Nie uczestniczył | Nie uczestniczył | Nie uczestniczył | Nie uczestniczył        |
| 2012                          | Ciężarówki       | Iveco            |                  | 0                       |
| 2013                          | Ciężarówki       | Iveco            | DNF              | 1                       |
| 2014                          | Ciężarówki       | Iveco            | 7.               | 0                       |
| 2015                          | Ciężarówki       | Iveco            | 6.               | 4                       |
| 2016                          | Ciężarówki       | MAN              | 4.               | 2                       |
| 2017                          | Ciężarówki       | MAN              | 9.               | 0                       |